# Liste der Naturschutzgebiete im Landkreis Altötting
 Im Landkreis Altötting gibt es vier Naturschutzgebiete. Zusammen nehmen sie im Landkreis eine Fläche von etwa 1.255 Hektar ein. Das größte Naturschutzgebiet ist das 1990 eingerichtete Naturschutzgebiet Untere Alz.
| Name                              | Bild | Kennung                   | Kreis                                     | Einzelheiten                                    | Position | Fläche Hektar | Datum |
| --------------------------------- | ---- | ------------------------- | ----------------------------------------- | ----------------------------------------------- | -------- | ------------- | ----- |
| Bucher Moor                       | BW   | NSG-00287.01 WDPA: 162612 | Landkreis Altötting                       |                                                 | ⊙        | 13,09         | 1984  |
| Innleite bei Marktl mit Dachlwand |      | NSG-00272.01 WDPA: 163920 | Landkreis Altötting                       |                                                 | ⊙        | 204,91        | 1986  |
| Untere Alz                        |      | NSG-00374.01 WDPA: 165995 | Landkreis Altötting                       | Emmerting, Mehring, Marktl, Neuötting           | ⊙        | 749,88        | 1990  |
| Vogelfreistätte Salzachmündung    |      | NSG-00419.01 WDPA: 166076 | Landkreis Altötting, Landkreis Rottal-Inn | LK Altötting 288,03 ha, LK Rottal-Inn 281,51 ha | ⊙        | 569,54        | 1992  |
| Legende für Naturschutzgebiet     |      |                           |                                           |                                                 |          |               |       |